# Осоговски манастир
Вижте пояснителната страница за други значения на Свети Йоаким Осоговски.
„Свети Йоаким Осоговски“ (на македонска литературна норма: Свети Јоаким Осоговски) е православен манастир в Северна Македония, част от българското историческо наследство в областта.

## Местоположение
Разположен е на около 3 километра от град Крива паланка в полите на Осоговската планина, в местността Бабин дол.

## История
В житието на Свети Йоаким Осоговски се посочва, че по времето на византийския император Мануил Комнин (1143 – 1180) свещеникът Теодор от Овче Поле, с монашеско име Теофан е основал манастира и погребал в манастирската църква мощите на светеца. Манастирът се споменава за пръв път по времето на българския цар Калоян (1197 – 1207). В Карловецкия летопис (от ок.1505 г.) се споменава, че сръбският крал Стефан II Милутин (1282 – 1321) е изградил църква, посветена на Свети Йоаким Осоговски. В 1330 г. сръбският крал Стефан Дечански (1321 – 1331) спира в манастира преди битката при Велбъжд (Кюстендил). Турският султан Мехмед II (1444 – 1446 и 1451 – 1481) в 1436 г. също посещава манастира по време на военен поход за завладяване на Босна.
През втората половина на XVI век манастирът запада и обеднява и монасите търсят финансова помощ от Дубровнишката република. Според запазено свидетелство от 1474 г. дубровнишкият съвет дарява 20 жълтици „милостиня на българския манастир Св. Йоаким“ (...elemosinam monosterio Sancti Joachim partium Bulgarie). След разрушително земетресение през 1585 г., което поврежда значително манастирските сгради, игуменът на манастира Гервасий, кюстендилския митрополит Висарион и йеромонах Стефан от Билинския манастир, заминават за Русия за да търсят финансова помощ за възстановяването на повредените манастирски и църковни сгради в района. Известният турски пътешественик Евлия Челеби пише за разцвет на манастира през XVII век. През 1683 г. манастира посещава и ипекския архиепископ Арсений III Черноевич.
Не по-късно от 1762 година манастирът е изоставен по неизвестни причини, а мощите на свети Йоаким са изгубени. Османските власти дълго време не разрешават той да бъде възстановен, въпреки че разрешават на християните да отбелязват храмовия празник. През 1847 г. със спомоществователството на хаджи Стефан Младенов от Крива Паланка, започва изграждането на голямата манастирска църква посветена на свети Йоаким Осоговски, запазена и до днес. Църквата е осветена през 1851 г. През втората половина на XIX век в манастира невинаги има постоянно пребиваващи монаси, а към 1900 година там живее един монах.

## „Свети Йоаким Осоговски“
Голямата манастирска църква е монументална каменна сграда с артика и куполи. Храмът е изграден за четири години от изтъкнатия майстор Андрей Дамянов – Зографски от рода Рензовци от Дебърско и е завършен от него в 1851 г. Стенописите са дело на зографа Димитър Папрадишки, който работи тук многократно от 1884 до 1945 г., заедно с иконописците от Тресонче Григор Петров, Аврам Дичов и Мирон Илиев от Дебърската школа. Киворият до западния зид съхранява мощите на Свети Йоаким Осоговски.

## „Рождество Богородично“
За малката манастирска църква „Рождество на Пресвета Богородица“ се предполага, че е изградена в края на XI век, и обновена по времето на сръбския крал Стефан II Милутин. Обновена е през втората половина на XIX век. Църквата е изградена във формата на вписан кръст, с полукръгли сводове и осемстенен купол над централната част и по малък купол над притвора. От най-старите стенописи са запазени само фрагменти от орнаментика на северната стена в олтара. Интериорът на църквата днес е изцяло покрит със съвременни стенописи. Иконостасът пази две забележителни икони, зографисвани вероятно от Христо Димитров, основоположника на Самоковската иконописна школа. В черквата има извор – аязмо със светена вода.